# Sant Boi de Lluçanès
Sant Boi de Lluçanès è un comune spagnolo di 566 abitanti situato nella comunità autonoma della Catalogna.